# O. Fred Donaldson
Oscar Frederick „Fred“ Donaldson (* 4. Juli 1943) ist ein US-amerikanischer Geograf und Erfinder einer Spielmethode, die er Original Play nennt, zu der er auch zwei Bücher geschrieben hat.

## Werdegang
Donaldson besuchte das Chinese Language Institute an der Ohio State University. 1965 erwarb er einen Bachelor in Geografie an der Wayne State University und zwei Jahre später den Master-Abschluss. Danach war er an der University of Washington in Seattle beschäftigt, an der er 1974 über Rassenbeziehungen in den USA aus sozio-geografischer Perspektive unter dem Titel To keep them in their place; a socio-spatial perspective on race relations in America promovierte. Am Department für Geographie der California State University in Hayward war er im Rahmen von befristeten Forschungsprojekten tätig, auch in einem Train-the-Trainer-Projekt.
Donaldson spielt (nach eigener Aussage seit 1970) mit Menschen jeden Alters und mit freilebenden Wölfen, Delfinen, Bären und in kulturell unterschiedlichen Gemeinschaften, in Flüchtlingslagern, wie mit Straßenkindern, mit Bandenmitgliedern, mit Managern und in Gefängnissen. Er behauptet, dabei ein verbindendes Muster entdeckt zu haben, das er „Original Play“ nennt.

## Kritik und Kontroverse
Die Person O. Fred Donaldson ist wegen diverser Unstimmigkeiten und falschen Angaben über seine Person und seiner Ausbildung fortwährender Kritik in Deutschland, Österreich, Südtirol und der Schweiz ausgesetzt.

### Ausbildung
Anders als von Donaldson selbst in Interviews angegeben, hat er keinerlei pädagogische oder psychologische Ausbildung und war auch nie als Professor in entsprechender Fakultäten tätig.
Der Medienwissenschaftler Stefan Weber nennt seine Biographie „konstruiert“ und ordnet das Buch Playing by heart der Esoterik und nicht der Wissenschaft zu.

### „Stiftung“ Original Play
Donaldson ist im Aufsichtsrat der im Jahr 2018 in Polen gegründeten und umstrittenen International Foundation for Original Play.

### Vorwürfe der Begünstigung sexueller Übergriffe auf Kinder
Nachdem in Medienberichten Original Play mit sexuellen Übergriffen auf Kinder und Pädophilie in Verbindung gebracht wurde, wurde in den deutschen Bundesländern Bayern, Berlin, Brandenburg, Bremen, Nordrhein-Westfalen und Rheinland-Pfalz die Durchführung von Original Play in Kitas im Herbst 2019 verboten, weil nicht ausgeschlossen werden kann, dass es dabei zu Grenzüberschreitungen und zur Gefährdung des Kindeswohls kommt. Auch die Evangelische Kirche hat die Ausübung von Original Play an kircheneigenen Kindertagesstätten im Herbst 2019 abgelehnt.

## Angebliche Auszeichnungen
In Interviews und Selbstvorstellungen gibt Donaldson an, für verschiedene internationale Auszeichnungen nominiert oder ausgezeichnet worden zu sein.

### Pulitzer-Preis
In der Selbstvorstellung von Donaldson auf der Seite der International Foundation for Original Play-Stiftung und in einigen Presseverlautbarungen wird berichtet, dass Donaldson für den Pulitzer-Preis nominiert wurde. Allerdings findet sich Donaldson nicht auf der Pulitzer-Webpräsenz; es ist zudem sehr einfach, sich als „nominiert“ zu deklarieren, indem man ein Formular ausfüllt und 50 $ überweist.

### Auszeichnung von der UNO
In Interviews gibt Donaldson an, von der UNO für Gewaltprävention ausgezeichnet worden zu sein; auch dafür gibt es außer seiner eigenen Aussage keinerlei Nachweise.

## Veröffentlichungen
- Playing by heart. Health Communications, 1993, ISBN 1-55874-253-0.
  - Von Herzen spielen: Die Grundlagen des ursprünglichen Spiels. Arbor-Verlag, Freiamt im Schwarzwald 2004, ISBN 3-936855-12-9 (Übersetzung aus dem Englischen von Karin Petersen).
- Playing For Real: Re-Playing The Game of Life Eigenverlag, 2017, ISBN 978-0-692-88586-4.

- Schriften und Transkription eines Interviews zum Thema Original Play, 1996